# بندقية الإلقام الفوهي

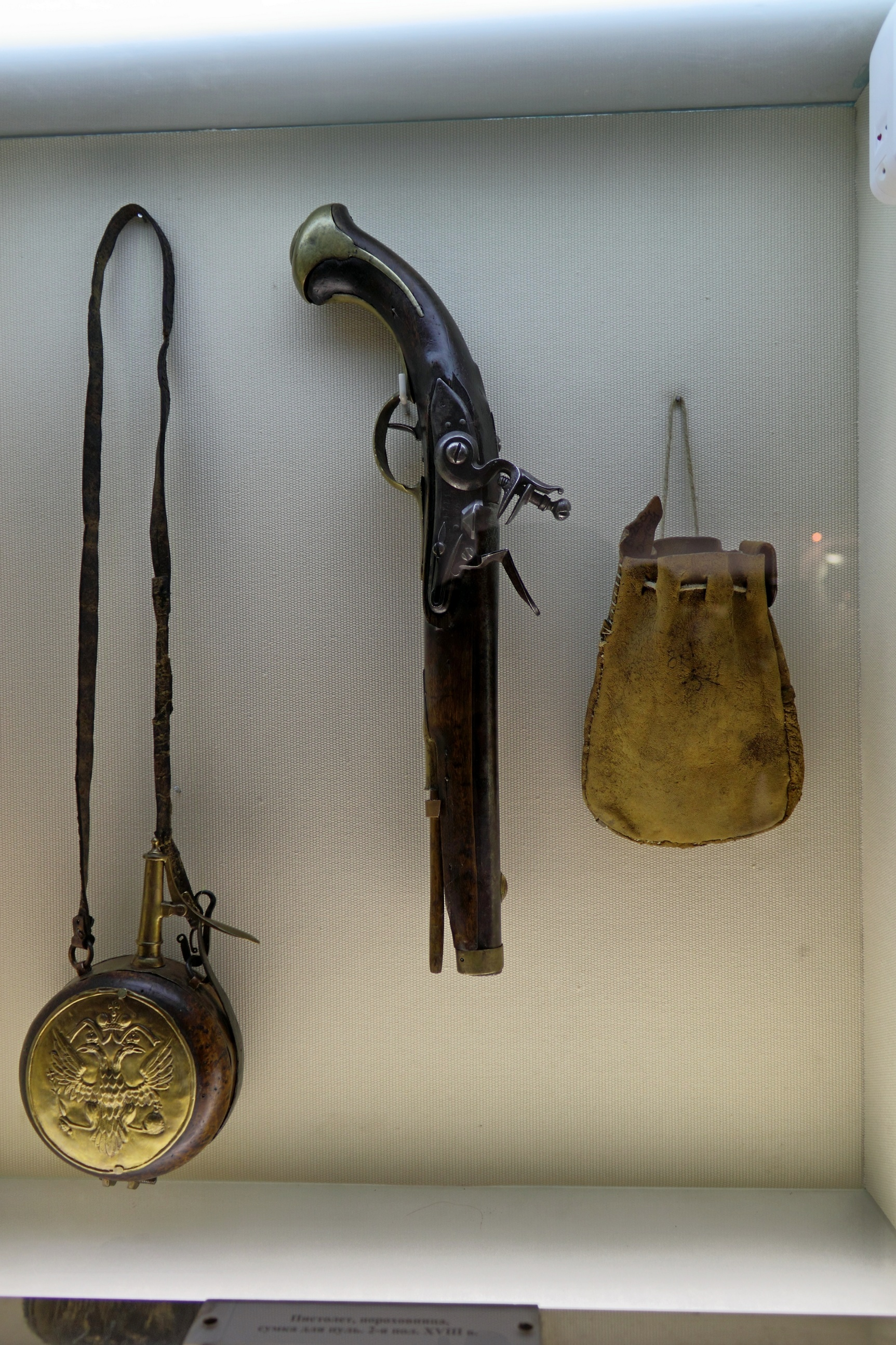
مسدس فلينتلوك من القرن الثامن عشر مع وعاء بارود وحقيبة من الكرات

بندقية الإلقام الفوّهي هي أي سلاح ناري تلقم فيه القذيفة والشحنة الدافعة من ناحية الفوّهة البندقية (أي من طرف السبطانة الأمامي المفتوح). وهذا يختلف عن تصميمات الأسلحة النارية الحديثة ذات الإلقام الخلفي [الإنجليزية]، وينطبق مصطلح الإلقام الفوّهي على الأسلحة النارية التي تلقم من الفوهة بكل عياراتها من المدافع إلى الأسلحة النارية اليدوية ذات العيار الصغير، التي يستخدم فيها دافع سائب (مثل مسحوق البارود) وقذيفة منفصلان عن بعضهما في الإشعال أو الاشتعال.
وتتراوح الأسلحة الإلقام الفوّهي الحديثة من نسخ من بنادق مقدح جانبي وفلينتلوك ووبنادق طويلة بكبسولات قدح، إلى بنادق تستخدم الاختراعات الحديثة مثل المؤخرة وكبسولات القدح المغلقة التي تسمح بإطلاق نار سريع ودقة تصويب عالية على مسافات بعيدة.
ينطبق الإلقام الفوهي نظريا على مدافع الهاون الحديثة المزودة بقذيفة مع حشوة دافعة ومقدح في القاعدة. على عكس قذائف الهاون الأقدم التي كانت تلقم بنفس طريقة تحميل مدفع الإلفام الفوهي، تطلق قذائف الهاون الحديثة عن طريق إسقاط القذيفة في أسفل البرميل حيث يطرق دبوس على المقدح، مما يؤدي إلى إشعال الشحنة الدافعة الرئيسية. يختلف الهاون عن مدافع التلقيم الفوهي القديمة بكونه لا يلقّم في خطوات منفصلة.
يمكن تطبيق Muzzleloading على أي شيء من المدافع إلى المسدسات ولكن في اللغة الحديثة، ينطبق المصطلح الأكثر شيوعًا على الأسلحة الصغيرة ذات المسحوق الأسود.

## الإلقام

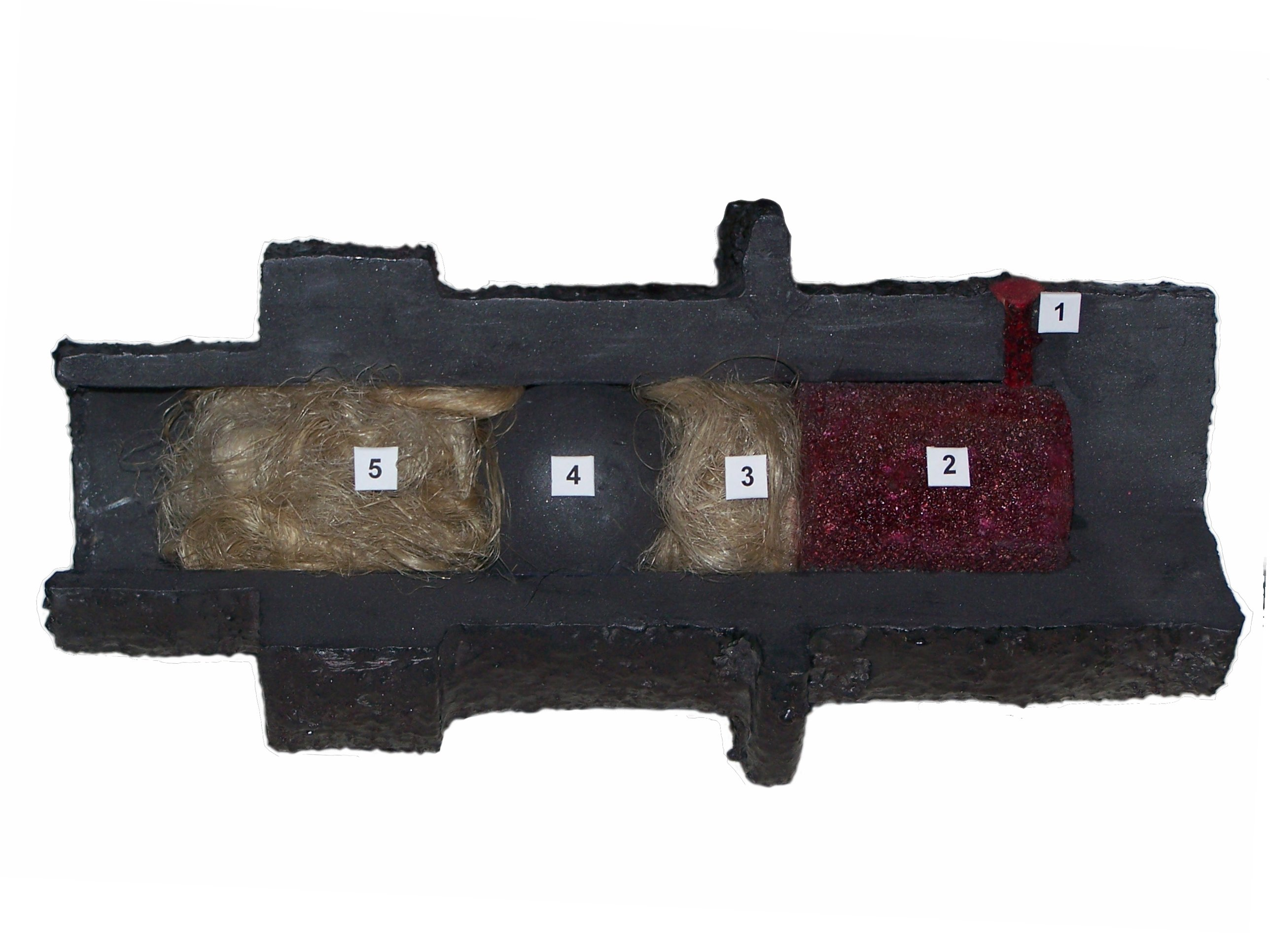
مدفع إلقام فوهي: 1. حشوة الفتيلة. 2. شحنة دافعة رئيسية. 3. حشوة ألياف. 4. مقذوف. 5. حشوة ألياف

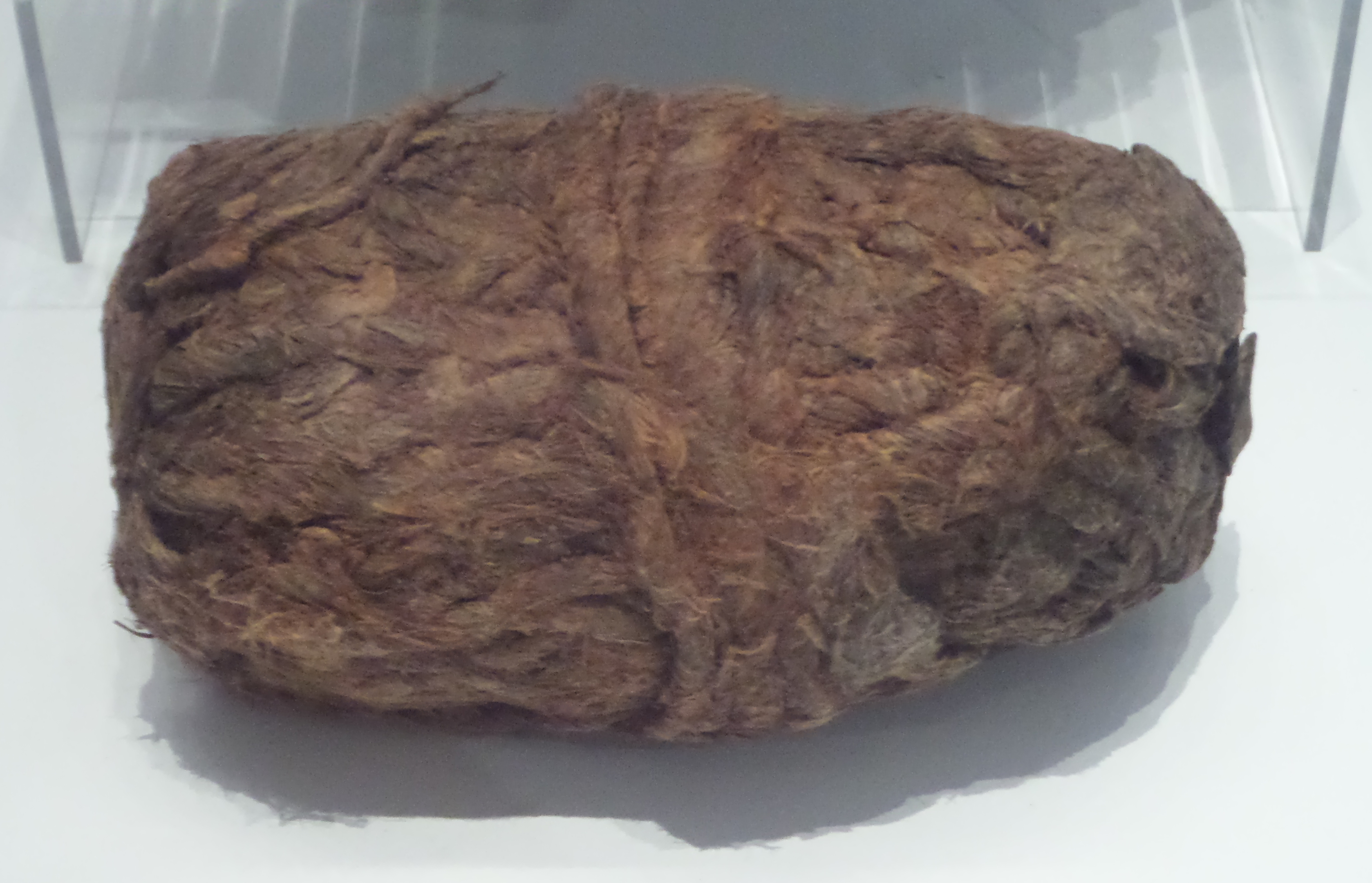
حشوة ألياف استخرجت من حطام سفينة النقل "هانوفر" التي عثير بداخله على مدفع ملقّم. المتحف البحري الوطني في كورنوال - بريطانيا (2014)

تسلسل التلقيم عادة هو وضع البارود أولا عبر سكب كمية محسوبة من المسحوق، ويستخدم في ذلك تاريخيًا دورق أو «قرن» البارود، أو عن طريق إدخال كيس مُقاس مسبقًا أو علبة ورق من البارود (تسمى خرطوشة)، أو عن طريق إدخال كريات دافعة صلبة. عادة ما يكون البارود المستخدم عبارة عن مسحوق بارود أسود أو بدائل مثل «بيروديكس». في بعض الأحيان تستخدم نوعان من البارود (وقارورتان) يتألفان من مسحوق ناعم لوعاء الفتيل، ومسحوق خشن للشحنة الرئيسية خلف الكرة. كان هذا هو الحال بشكل خاص مع أدوات تحميل الإلقام الفوهي السابقة مثل بندقية الفتيلة، ولكنها أقل شيوعًا مع المقادح الصوانية وغير مستخدمة مع المقادح الكبسولية، حيث تستخدم الأخيرة أغلفة القدح بدلا من مسحوق الفتيلة.
الحشوات مصنوعة من اللباد أو الورق أو القماش أو من الألياف ولها استخدامات مختلفة. ففي البنادق تستخدم حشوات ليفية خشنة أو ناعمة وتوضع ين المسحوق وشحنة الطلقة لمنع الكريات من السقوط في شحنة المسحوق، كما توضع فوق الطلقة لتثبيتها في مكانها في السبطانة. في االغدّارات ذات التجويفات الملساء وفي معظم البنادق التي استخدمت قبل تطوير الخراطيش في منتصف إلى أواخر القرن التاسع عشر، استخدم ام الحشو بصورة أساسية لتثبيت المسحوق في مكانه.
استخدمت في معظم المدافع البحرية قطعة واحدة من الحشو لتثبيت المسحوق في مكانه وأدت الغرض بخلق غلق كاف حول القذيفة، واستخدمت قطعة حشو ثانية غطاءا لمنع تدحرج القذيفة من الفوهة بسبب تأرجح السفينة.
كان استخدام الخراطيش التي تحتوي على كل من شحنة البارود والكرة، والتي كان يصنعها على دفعات مطلق النار أو الخادم، معروفًا منذ وقت مبكر جدًا، ولكن حتى حوالي 1800 كان التلقيم باستخدام قارورة البارود وكيس من الكرات هو الأكثر شيوعا خارج الجيش. أما في الجيش، فكان قياس شحنة البارود أثناء القتال يستغنى عنه بحمل عدد من الشحنات المقاسة مسبقًا في حاويات صغيرة من الخشب أو المعدن أو القماش، وغالبًا ما تحمل على حزام. كانت هذه العبوات تعرف بأسماء مختلفة، منها «الشواحن» أو «الرسل»، حيث كان يتم حمل 12 منها في كثير من الأحيان. في معظم الأوقات التي كانت تستخدم فيها أسلحة التلقيم الفوهي كانت تستخدم رصاصات مستديرة وشحنة مسحوق مسبقة القياس في ورق أو غلاف من القماش، وكان مطلق النار يقطع طرف خرطوشة الورق بأسنانه ويصب المسحوق في البرميل متبوعًا بالرصاصة الملفوفة بغلاف من الورق.
بعد ذلك تدفع المقذوفات المقذوفات والحشوات إلى الأسفل باستخدام عصاة ليستقروا بثبات على شحنة الوقود، وهنا يأتي دور مسحوق الإشعال الذي كان يحمل في قارورة منفصلة ويصب في وعاء الإطلاق (أو يستخدم القليل من المسحوق الذي في الخرطوشة)، وتدفع الإبرة إلى الأسفل لتثبيت مسحوق التحضير في مكانه. يسحب بعدها المقدح ليكون جاهزا للإطلاق عند الضغظ على الزناد.

## أنواع المقذوفات وتاريخها

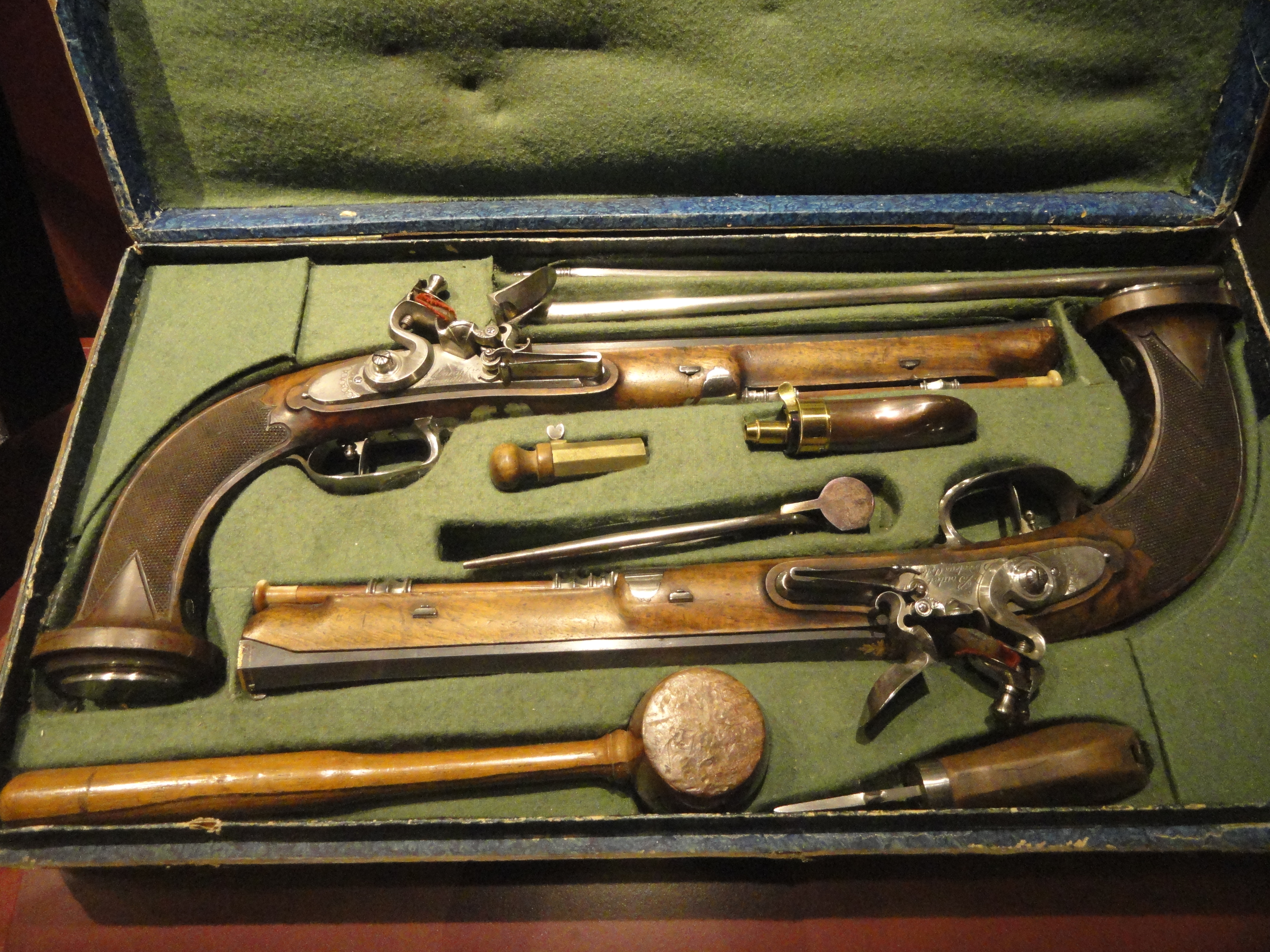
زوج من الغدارات الفرنسية فلينتلوك ذات الفوهات اللولبية ، من صنع نيكولا نويل بوتيه 1794-1797، معروضة في متحف أونتاريو الملكي في تورنتو ، كندا. تشتمل مجموعة الملحقات على مطرقة صغيرة حيث تستخدم في الغدارات الملولبة رصاصات مبيرة الحجم تستدعي استخدام مطرقة من أجل دفعها إلى أسفل السبطانة عند الإلقام.

تستخدم أسلحة الإلقام الفوهي عمومًا المقذوفات الكروية أوالأسطوانية المخروطية، أو عبوات خردة.
في بعض أنواع البنادق التي تطلق الكرات المستديرة، تلفّ قطعة قماش مشحمة (انظر بندقية كنتاكي) حول كرة أصغر قليلاً من قطر السبطانة ن وفي أنواع أخرى من هذه البنادق تستخدم عصا ومطرقة لإجبار الكرة المستديرة على النزول في السبطانة الملولبة. وعند الإطلاق، تمسك الكرة الرصاصية أو غلافها بالسطح اللولبي وتكتسب دورانا في انطلاقها، وهذا يضفي عادة دقة على التصويب. أما في البنادق التي تطلق رصاصات مينييه [الإنجليزية] يستخدم عادة غلاف الخرطوشة الورقي للغلق والحفاظ على البارود في مكانه أثناء الإلقام.
حلت رصاصات مينييه محل الكرات المستديرة في معظم الأسلحة النارية، خاصة العسكرية منها، في أربعينيات وخمسينيات القرن التاسع عشر[بحاجة لمصدر]. لها قاعدة مجوفة تتسع لتمسك بمجرى السبطانة اللولبي، وقد أعطى الجمع بين رصاصة مينييه الدوارة والسرعة المتسقة التي يوفرها غلق العبوة المحسّن دقة تفوقت بمراحل على السبطانات الملساء.

### انظر أيضًا

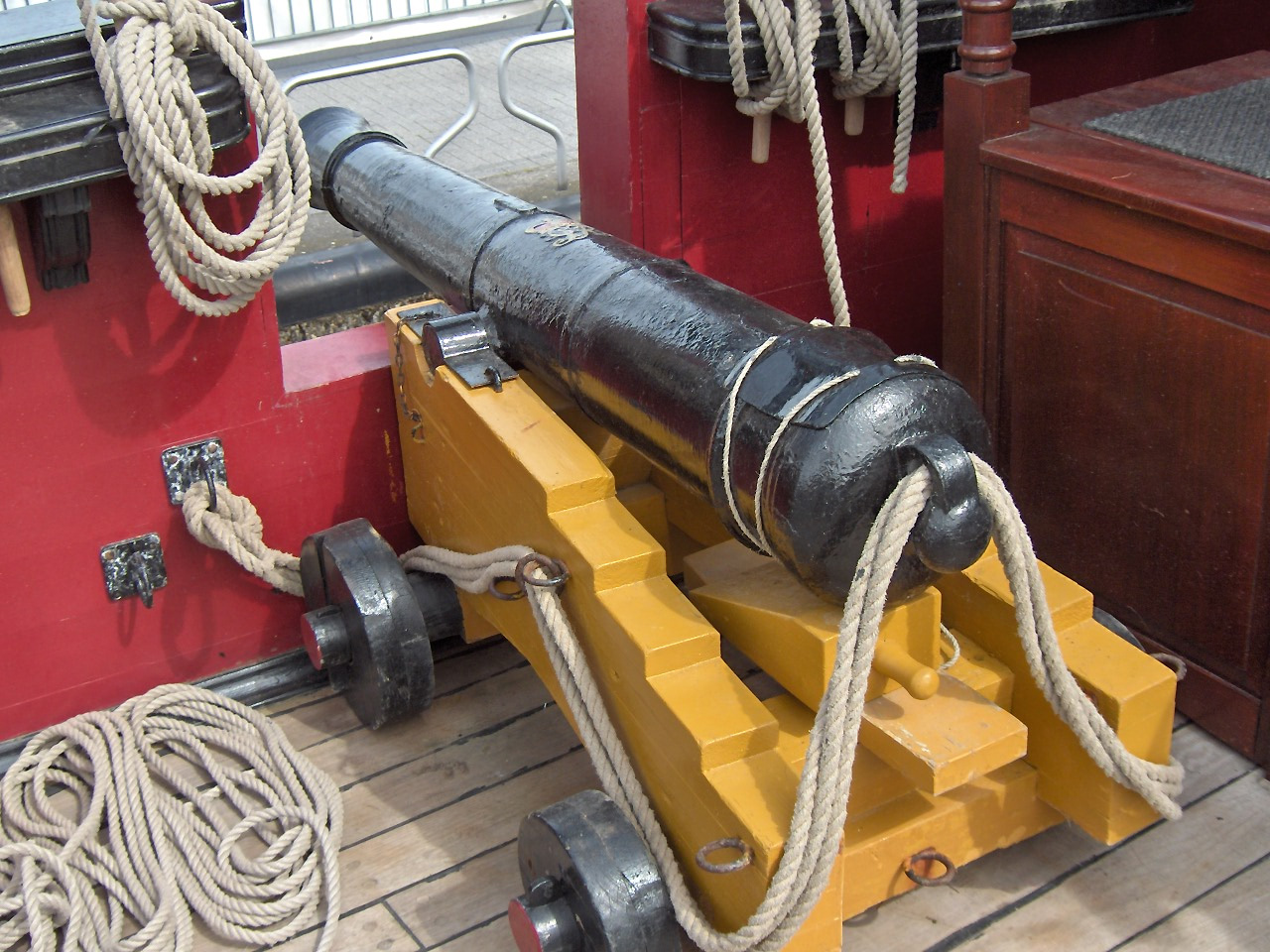
مدفع تلقيم فوهي على عربته

## وصلات خارجية
- الرابطة الأمريكية الوطنية لبندقية الإلقام الفوهي
- رابطة هواة بنادق الإلقام الفوهي في بريطانيا العظمى
- اللجنة الدولية لنوادي الرماية ببنادق الإلقام الفوهي
- بنادق اللإلقام الفوهي موقع يحتوى على عدد من المقالات حول تحميل وإطلاق مختلف أنواع بنادق الإلقام الفوهي العسكرية.